# امبوهیماهازو
امبوهیماهازو (به لاتین: Ambohimahazo) یک سکونتگاه مسکونی در ماداگاسکار است که در آمورونئی مانیا واقع شده‌است.

## خصوصیات
امبوهیماهازو ۱۰٬۰۰۰ نفر جمعیت دارد و ۱٬۴۱۴ متر بالاتر از سطح دریا واقع شده‌است.